# Nawalparasi
Nawalparasi é um distrito da zona de Lumbini, no Nepal.